# Parti travailliste populaire
Le Parti travailliste populaire (en anglais : People's Labour Party) est un parti politique en Papouasie-Nouvelle-Guinée.
Il est fondé en 2001, la même année que le Parti travailliste de Papouasie-Nouvelle-Guinée. Le Parti travailliste est créé par le Congrès des syndicats de Papouasie-Nouvelle-Guinée (PNGTUC), à l'instar de partis travaillistes dans d'autres pays anglophones issus de mouvements syndicaux ; à l'inverse, le Parti travailliste populaire n'est pas lié aux syndicats et est créé par un homme d'affaires, Peter Yama,. Après la disparition du Parti travailliste à la fin des années 2010, le parti reconnu comme la voix politique du Congrès des syndicats est le Parti travailliste unifié.
Le Parti travailliste populaire obtient quatre sièges au Parlement national aux élections de 2002, deux en 2007, aucun en 2012, deux en 2017 et un seul en 2022. Peter Yama est le ministre du Travail et des Relations sociales dans le gouvernement de coalition de Sir Michael Somare d'août à novembre 2003.
Le parti se définit comme portant les idées du socialisme démocratique, ainsi qu'une politique mettant « Dieu avant tout ». Il indique promouvoir la compassion, la liberté individuelle et les droits des travailleurs. Il dit soutenir les syndicats, propose une hausse du salaire minimum pour les travailleurs en zone rurale, une baisse de l'impôt sur le revenu pour les travailleurs, et une obligation faite aux employeurs de fournir un logement à leurs employés. Il propose aussi la création d'un département ministériel consacré aux diverses Églises chrétiennes, et qui financerait celles-ci à hauteur de 10 % du produit intérieur brut du pays.

## Résultats électoraux
| Année | Sièges  | Élus                                             |
| ----- | ------- | ------------------------------------------------ |
| 2002  | 4 / 109 | Peter Yama, Yuntavi Bao, Miki Kaeok, Ekis Ropenu |
| 2007  | 2 / 109 | Koni Iguan, Patrick Kondo                        |
| 2012  | 0 / 111 | aucun                                            |
| 2017  | 2 / 111 | Peter Yama, Sekie Agisa                          |
| 2022  | 1 / 118 | Luther Wenge                                     |